# Franck Diongo
Pour les articles homonymes, voir Diongo (homonymie).
Franck Diongo Shamba, né le 24 décembre 1964 à Ovungu, est un homme politique de la république démocratique du Congo (RDC). 

## Biographie
Franck Diongo Shamba participe en qualité du chef de délégation et de représentant du Mouvement lumumbiste progressiste (MLP) au dialogue intercongolais à Sun City de 2002 à 2003. Il est cosignataire de l'Accord global et inclusif de Pretoria en 2002 et corédacteur de la Constitution de transition, précurseuse de l’actuelle Constitution de la RDC.
Franck Diongo Shamba est député national pour la circonscription de Lukunga à l’Assemblée nationale de 2003 à 2007. Il est aussi corédacteur de l’actuelle Constitution du 18 février 2006.
En janvier 2023, Franck Diongo annonce officiellement sa candidature à l'élection présidentielle prévue pour 2023. Sa candidature est acceptée par la Commission électorale nationale indépendante (CENI). En novembre 2023, Diongo se désiste en faveur de Moïse Katumbi.
En juin 2024, Franck Diongo obtient l'asile politique en Belgique après avoir fui la république démocratique du Congo après l'élection présidentielle de décembre 2023.
En mai 2025, le gouvernement congolais saisit la justice pour obtenir la dissolution du MLP.